# Gołąbki
Gołąbki [ɡɔˈwɔmpki] là tên tiếng Ba Lan của một món ăn phổ biến trong các món ăn của khu vực Trung Âu, được làm từ lá bắp cải luộc bọc quanh một miếng thịt lợn băm hoặc thịt bò, hành tây xắt nhỏ, và cơm hoặc lúa mạch.
Gołąbki là dạng số nhiều của gołąbek, dạng rút gọn của gołąb, có nghĩa là "chim bồ câu", ám chỉ hình dạng cuộn của nó.
Gołąbki thường được phục vụ trong mùa Giáng sinh và vào các dịp lễ hội như đám cưới. Chúng cũng là một món ăn đặc trưng cho các cuộc đoàn tụ gia đình giữa những người Mỹ gốc Ba Lan. Một thay thế cho món ăn là holishkes của người Do Thái, được phục vụ vào Lễ Lều Tạm và Lễ Ăn Mừng Kinh Thánh Torah.

## Vài cái tên khác
Gołąbki cũng được gọi là golombki, golumpki, golabki, golumpkies, golumpkis, gluntkes hoặc gwumpki. Biến thể tương tự được gọi là holubky (Slovak), töltött káposzta (Hungary), holubtsi (Ukraine), golubtsy (Nga), balandėliai (Lithuania), Kohlrouladen Đức (hoặc Sarma vay từ tiếng Thổ Nhĩ Kỳ, thường được áp dụng cho một số phiên bản Nam Slavic, đặc biệt ở khu vực Balkan), kåldolmar (Thụy Điển, từ Dolma Thổ Nhĩ Kỳ). Trong tiếng Yiddish, holipshes, goleptzi golumpki và holishkes hoặc holep là những món ăn rất giống nhau.
Ở nước Mỹ, các từ ngữ thường được Anh hóa bởi thế hệ người Mỹ thứ hai hoặc thứ ba để chỉ "cải bắp nhồi", "lá cải bắp nhồi", hoặc "bắp cải soong". Chúng cũng được gọi là "những chú heo con trong chăn" trong cộng đồng người Slav định cư ở khu vực giữa Đại Tây Dương của Hoa Kỳ.